# Music Bank: The Videos
«Music Bank: The Videos» — сборник американской гранж-группы Alice in Chains выпущенный звукозаписывающим лейблом Columbia Records. Сборник содержит все музыкальные видеоклипы группы (на тот момент). Первоначально он был выпущен на VHS в 1999 году и переиздан в 2001 году на DVD. Видео было сертифицировано RIAA как золотой с превышением продаж в 50 000 копий.

## Описание
Music Bank: The Videos представляет собой собрание всех музыкальных видеоклипов, упорядоченных в хронологическом порядке, созданных с 1988 по 1999 год. Сборник также включает интерактивное меню и информацию об официальной дискографии группы. Кроме того, на диск был включен документальный фильм King 5 Documentary, который показывает жизнь группы до подписания контракта с Columbia Records, в котором также есть выступления ранних песен: «Social Parasite», «I Can’t Have You Blues» и «Queen of the Rodeo». Релиз также включает примерно 10 минут концертных и студийных сцен, записанных Джерри Кантреллом, Кевином Шуссом, Тоддом Шуссом и Уолтером Геминхартом.
Записи всех песен ремикшировал Тоби Райт, причем в нескольких песнях присутствуют вокальные и гитарные партии, отсутствующие на альбомах и не звучавшие ранее.
Альбом назван в честь студии Music Bank — заброшенного склада, который служил местом для репетиций и жилым помещением для многих групп Сиэтла. Alice in Chains, Pearl Jam, Soundgarden, Green River, Mudhoney, Temple of the Dog, Mother Love Bone и многие другие группы в свое время использовали это помещение.
Music Bank: The Videos был выпущен 26 октября 1999 года, в тот же день, что и бокс-сет Music Bank. В 2001 году сборник вышел в формате DVD.

## Содержание
| Год  | Название                   | Режиссёр                       |
| ---- | -------------------------- | ------------------------------ |
| 1989 | «King 5 Documentary»       | -                              |
| 1990 | «We Die Young»             | Художественный институт Сиэтла |
| 1990 | «We Die Young»             | Рокки Шенк                     |
| 1991 | «Man in the Box»           | Пол Рахман                     |
| 1991 | «Sea of Sorrow»            | Мартин Эткинс                  |
| 1992 | «Would?»                   | Кэмерон Кроу, Джош Тафт        |
| 1992 | «Them Bones»               | Рокки Шенк                     |
| 1992 | «Angry Chair»              | Мэтт Махурин                   |
| 1993 | «Rooster»                  | Марк Пеллингтон                |
| 1993 | «What the Hell Have I»     | Рокки Шенк                     |
| 1993 | «Down in a Hole»           | Найджел Дик                    |
| 1994 | «No Excuses»               | Мэтт Махурин                   |
| 1994 | «I Stay Away»              | Ник Донкин                     |
| 1995 | «Grind»                    | Рокки Шенк                     |
| 1996 | «Heaven Beside You»        | Фрэнк В. Окенфельс III         |
| 1996 | «Again»                    | Джордж Вейл                    |
| 1996 | «Over Now» (MTV Unplugged) | Джо Перота                     |
| 1999 | «Get Born Again»           | Пол Федор                      |

## Участники
| Alice in Chains - Лейн Стейли — вокал, бэк-вокал - Джерри Кантрелл — соло-гитара, вокал, бэк-вокал ритм-гитара, акустическая гитара - Шон Кинни — барабаны - Майк Старр — бас-гитара (1—8) - Майк Айнез — бас-гитара (9—17) | Производство - Эллиотт Блейки — звукорежиссёр - Стивен Маркуссен, Эдди Шрейер, Стив Холл — мастеринг - Рик Парашар — продюсер - Тоби Райт — продюсер, инженер, сведение - Питер Флетчер — продюсер Графический дизайн - Мэри Маурер — художественное направление, дизайн Управление - Сьюзан Сильвер — менеджмент |

## Чарты

### Альбом
| Чарт (1999)         | Высшая позиция |
| ------------------- | -------------- |
| US Top Music Videos | 11             |

| Чарт (2014)                             | Позиция |
| --------------------------------------- | ------- |
| Federazione Industria Musicale Italiana | 15      |

### Сертификации
| Страна                                                  | Статус  | Тираж   |
| ------------------------------------------------------- | ------- | ------- |
| Соединённые Штаты                                       | Золотой | 50,000^ |
| ^ означает данные о партиях, основанные на сертификации |         |         |

## Примечание
1. ↑  Alice In Chains - Music Bank - The Videos. Discogs. Дата обращения: 24 декабря 2021. Архивировано 24 декабря 2021 года.
2. 1 2  ALICE IN CHAINS - MUSIC BANK: THE VIDEOS (англ.). RIAA. Дата обращения: 24 декабря 2021.
3. ↑  Ground Control - Alice In Chains Discography Part Two - [Discography]. web.archive.org (20 января 2015). Дата обращения: 24 декабря 2021. Архивировано из оригинала 20 января 2015 года.
4. ↑  Alice in Chains: Music Bank - The Videos (26 октября 1999). Дата обращения: 25 декабря 2021. Архивировано 25 декабря 2021 года.
5. 1 2  David de Sola. Alice in Chains: The Untold Story. — Macmillan, 2015-08-04. — 415 с. — ISBN 978-1-4668-4839-9. Архивировано 25 декабря 2021 года.
6. ↑  Paul Brannigan. This is the End // Kerrang!. — 1999. — 9 октябрь. — С. 26—28. — ISSN 0262-6624.
7. ↑  DVD – Coming Atraction // Billboard. — 2001. — 18 август. — С. 76. — ISSN 0006-2510.
8. ↑  Top Music Video – Music Bank: The Videos. Billboard charts. Дата обращения: 14 февраля 2008. Архивировано из оригинала 14 января 2009 года.
9. ↑  Federazione Industria Musicale Italiana (итал.). www.fimi.it. Дата обращения: 25 декабря 2021. Архивировано 25 декабря 2021 года.